# Tephrosia euchroa
Tephrosia euchroa är en ärtväxtart som beskrevs av Frans Verdoorn. Tephrosia euchroa ingår i släktet Tephrosia och familjen ärtväxter. Inga underarter finns listade i Catalogue of Life.